# Zeit²
 Zeit²  (theo tiếng Đức có nghĩa là thời gian) là trò chơi thuộc thể loại bắn súng cuộn dạng shoot 'em up do hãng Brightside Games của Đức phát triển và Ubisoft phát hành trên hệ điều hành Microsoft Windows và hệ máy Xbox Live Arcade vào ngày 12 tháng 1 năm 2011.

## Cách chơi
Zeit2 là game dạng shoot 'em up cuộn phụ 2D kiểu truyền thống, với những đặc tính từ lối chơi độc đáo cho phép người chơi di chuyển về phía trước và lùi về phía sau trong một khoảng thời gian, khiến nó có thể giúp người chơi kết hợp các cú bắn và sức mạnh, thậm chí còn được hỗ trợ bởi một phiên bản cái bóng của người chơi.
Game có tất cả bảy màn chơi và tám loại trùm với nhiều thử thách từ dễ đến khó, cũng như chế độ trong game được phân làm năm loại là Score Attack (tấn công ghi điểm), Survival (sống sót), Wave (làn sóng), Time Limit (thời gian giới hạn) và Tactic (chiến thuật).

## Lịch sử
Zeit2 nằm trong Top 20 của giải thưởng Microsoft Dream Build Play 2008 (Trò chơi Xây dựng Giấc mơ Microsoft 2008) và Independent Games Festival 2009 Student Showcase Finalist (Chung kết Giới thiệu Sinh viên Liên hoan Game Độc lập 2009) cùng Indie Game Challenge 2010 Finalist (Chung kết Cuộc thi Game Độc lập 2010).